# Dysstroma formosa
Dysstroma formosa är en fjärilsart som beskrevs av George Duryea Hulst 1896. Dysstroma formosa ingår i släktet Dysstroma och familjen mätare. Inga underarter finns listade i Catalogue of Life.